# Gina Hecht
Gina Hecht (* 6. Dezember 1953 in Winter Park, Florida) ist eine US-amerikanische Schauspielerin.

## Leben und Leistungen
Gina Hecht ist eine Tochter der Schauspielerin Pauline Hecht, die vorwiegend in Theaterstücken auftrat. Sie debütierte in der Science-Fiction-Fernsehserie Mork vom Ork, in der sie in den Jahren 1979 bis 1981 auftrat. In der Komödie Nightshift – Das Leichenhaus flippt völlig aus (1982) spielte sie die Verlobte von Chuck Lumley (Henry Winkler). Im Filmdrama St. Elmo’s Fire (1985) trat sie an der Seite von Emilio Estevez, Rob Lowe, Demi Moore und Andie MacDowell auf. Im Fernsehdrama Jagt meine Peiniger! (1992) übernahm Hecht neben Joanna Cassidy und Ellen Burstyn eine der größeren Rollen. Im Filmdrama Eine heiße Affäre (1995) spielte sie eine größere Rolle an der Seite von Ally Sheedy.
Hecht ist mit dem Drehbuchautor und Schauspieler Brian Herskowitz verheiratet. Sie produzierte das Regiedebüt ihres Mannes, den Kurzfilm Odessa or Bust (2001), zu dem Herskowitz auch das Drehbuch schrieb. In dem Film verkörperte Red Buttons eine seiner letzten Rollen als alter Schauspieler, der sich an die Schwierigkeiten seiner Karriere erinnert. Gina Hecht spielte die Rolle von Gott. Odessa or Bust wurde unter anderem beim Tambay Film and Video Festival in Tampa mit dem Jurypreis für den besten Kurzfilm ausgezeichnet. In dem für das Fernsehen produzierten Liebesfilm A Stranger’s Heart (2007) war sie in einer größeren Rolle an der Seite von Samantha Mathis zu sehen.

## Filmografie
- 1979: Hizzonner (Fernsehserie, 7 Episoden)
- 1979–1981: Mork vom Ork (Mork & Mindy, Fernsehserie, 28 Episoden)
- 1981: Love Boat (The Love Boat, Fernsehserie, Episode 4x17)
- 1981–1982: Trapper John, M.D. (Fernsehserie, 2 Episoden)
- 1982: Nightshift – Das Leichenhaus flippt völlig aus (Night Shift)
- 1985: Chefarzt Dr. Westphall (St. Elsewhere, Fernsehserie, Episode 3x22 Die Tränen eines Clowns)
- 1985: St. Elmo’s Fire – Die Leidenschaft brennt tief (St. Elmo’s Fire)
- 1985: Rockhopper (Fernsehfilm)
- 1985: Hollywood Beat (Fernsehserie, Episode 1x04)
- 1986: Hyper Sapien: People from Another Star
- 1987: Full House (Rags to Riches, Fernsehserie, Episode 1x05)
- 1987: Down and Out in Beverly Hills (Fernsehserie, Episode 1x05)
- 1987: Unfinished Business
- 1987: Everything’s Relative (Fernsehserie, 10 Episoden)
- 1988–1989: Herzschlag des Lebens – Göttinnen in Weiß (Heartbeat, Fernsehserie, 5 Episoden)
- 1989: Baywatch – Die Rettungsschwimmer von Malibu: Pilot (Baywatch: Panic at Malibu Pier, Fernsehfilm)
- 1989, 1991: L.A. Law – Staranwälte, Tricks, Prozesse (L.A. Law, Fernsehserie, 2 Episoden)
- 1990: Raumschiff Enterprise – Das nächste Jahrhundert (Star Trek: The Next Generation, Fernsehserie, Episode 3x14 Riker unter Verdacht)
- 1990: The Ladies on Sweet Street
- 1990–1991: Alles Okay, Corky? (Life Goes On, Fernsehserie, 5 Episoden)
- 1991: Dream On (Fernsehserie, Episode 2x06)
- 1992: Die Staatsanwältin und der Cop (Reasonable Doubts, Fernsehserie, Episode 1x15)
- 1992: Jagt meinen Peiniger! (Taking Back My Life: The Nancy Ziegenmeyer Story, Fernsehfilm)
- 1992–1993: Seinfeld (Fernsehserie, 3 Episoden)
- 1993: Family Affairs – Mein Vater der Spieler (Family Prayers)
- 1993: Phenom – Das Tenniswunder (Phenom, Fernsehserie, Episode 1x03)
- 1994: Tod aus dem All (Without Warning, Fernsehfilm)
- 1995: Blossom (Fernsehserie, Episode 5x20)
- 1995: Eine heiße Affäre (One Night Stand)
- 1995, 2000: Diagnose: Mord (Diagnosis: Murder, Fernsehserie, 2 Episoden)
- 1997: Friends (Fernsehserie, Episode 3x13 Nichts als Freunde)
- 1997: Carol läßt nicht locker! (Alright Already, Fernsehserie, Episode 1x00)
- 1998: Can I Play? (Kurzfilm)
- 1999: EDtv
- 1999: Emergency Room – Die Notaufnahme (ER, Fernsehserie, 2 Episoden)
- 2000–2001: Alabama Dreams (Any Day Now, Fernsehserie, 3 Episoden)
- 2000–2003: The District – Einsatz in Washington (The District, Fernsehserie, 5 Episoden)
- 2001: Providence (Fernsehserie, Episode 3x13)
- 2001: The Huntress (Fernsehserie, Episode 1x16)
- 2001: Odessa or Bust (Kurzfilm)
- 2001: JAG – Im Auftrag der Ehre (JAG, Fernsehserie, Episode 6x21 Jordan)
- 2001: Strong Medicine: Zwei Ärztinnen wie Feuer und Eis (Strong Medicine, Fernsehserie, Episode 2x10)
- 2001: Für alle Fälle Amy (Judging Amy, Fernsehserie, Episode 3x10)
- 2001, 2007: CSI: Vegas (CSI: Crime Scene Investigation, Fernsehserie, 2 Episoden)
- 2002: Clockstoppers
- 2002: The West Wing – Im Zentrum der Macht (The West Wing, Fernsehserie, Episode 4x08 Siegesfeiern)
- 2003: Boomtown (Fernsehserie, Episode 1x13)
- 2003: The Agency – Im Fadenkreuz der C.I.A. (The Agency, Fernsehserie, Episode 2x18)
- 2005: Everwood (Fernsehserie, Episode 3x11 Innerlich zerrissen)
- 2005: Pizza & Amore (Pizza My Heart, Fernsehfilm)
- 2006: Medium – Nichts bleibt verborgen (Medium, Fernsehserie, Episode 2x15)
- 2006: Dexter (Fernsehserie, Episode 1x04 Mit Hand und Fuß)
- 2006: What About Brian (What About Brian?, Fernsehserie, 2 Episoden)
- 2007: A Stranger’s Heart (Fernsehfilm)
- 2007: Getting Away with Murder (Fernsehserie, 5 Episoden)
- 2008: The Last Word
- 2008: Sieben Leben (Seven Pounds)
- 2009: Numbers – Die Logik des Verbrechens (NUMB3RS, Fernsehserie, Episode 5x19 Gequälte Kreatur)
- 2009: The Broadroom (Fernsehserie)
- 2009: The Broadroom (Kurzfilm)
- 2009: Desperate Housewives (Fernsehserie, Episode 6x08 Die Beförderung)
- 2009: FlashForward (Fernsehserie, Episode 1x09 Keiko)
- 2009–2010: Hung – Um Längen besser (Hung, Fernsehserie, 5 Episoden)
- 2009–2012: Glee (Fernsehserie, 3 Episoden)
- 2011: The Middle (Kurzfilm)
- 2011: JoAnne (Kurzfilm)
- 2012: Plan B (Kurzfilm)
- 2012: JoAnne (Kurzfilm)
- 2013: Bones – Die Knochenjägerin (Bones, Fernsehserie, Episode 8x21 Eine problematische Person in den Pilzen)
- 2013: Tio Papi
- 2013: Annie Sunbeam and Friends (Fernsehserie, Episode 1x01)
- 2013, 2017: The Middle (Fernsehserie, 2 Episoden)
- 2014: Mom and Dad Undergrads (Fernsehfilm)
- 2014: Castle (Fernsehserie, Episode 6x20 Zeitreise in die Siebziger)
- 2014: The Big Bad City
- 2014: Melody and Her Many Men: Many Men (Kurzfilm)
- 2015–2020: General Hospital (Fernsehserie, 12 Episoden)
- 2016: Child of the ’70s (Fernsehserie, Episode 4x01)
- 2016: Murder in the First (Fernsehserie, 2 Episoden)
- 2017: Rosewood (Fernsehserie, Episode 2x18)
- 2017: Smile: A Musical (Kurzfilm)
- 2017: ZBurbs
- 2017: Fight Your Way Out
- 2018: Navy CIS (NCIS, Fernsehserie, Episode 15x12 Dunkle Geheimnisse)
- 2019: Eine unberechenbare Familie (Just Roll with It, Fernsehserie, 2 Episoden)
- 2020: Who the F is Mike Young (Fernsehserie)
- 2020: Obviously Not a Child of God (Kurzfilm)
- 2020: Feeling Sexual (Kurzfilm)
- 2020–2023: Dave (Fernsehserie, 14 Episoden)
- 2021: Thrilling Stories (Fernsehserie, Stimme von Professor Hajossyov)
- 2021: Shameless (Fernsehserie, Episode 11x09 Totgesagte sterben nie)
- 2022: Menorah in the Middle
- 2022: Getting It (Kurzfilm)
- 2023: The Ask (Kurzfilm)
- 2023: Tacoma FD (Fernsehserie, Episode 4x09)
- 2024: Grey’s Anatomy (Fernsehserie, Episode 20x01)
- 2024: Perfect Ten (Kurzfilm)